# Anomolyna pauliani
Anomolyna pauliani är en skalbaggsart som beskrevs av Marc Lacroix 1993. Anomolyna pauliani ingår i släktet Anomolyna och familjen Melolonthidae. Inga underarter finns listade i Catalogue of Life.